# Síndrome de Bloom
El síndrome de Bloom es un trastorno genético autosómico recesivo raro que se caracteriza por una baja estatura, la predisposición al desarrollo del cáncer y la inestabilidad genómica. El síndrome de Bloom es causado por mutaciones en el gen BLM, un miembro de la familia de helicasas RecQ del ADN. Las mutaciones en los genes que codifican otros miembros de esta familia, es decir, el WRN y el RECQL4, están asociadas con las entidades clínicas del síndrome de Werner y el síndrome de Rothmund–Thomson, respectivamente. Más ampliamente, el síndrome de Bloom es parte de una clase de trastornos genéticos caracterizados por la inestabilidad cromosómica, la inestabilidad genómica, o ambas, y por la predisposición al cáncer. 
Las células de una persona con síndrome de Bloom presentan una notable inestabilidad genómica que incluye intercambios excesivos entre cromosomas homólogos e intercambios de cromátidas hermanas. En 1954, el Dr. David Bloom, un dermatólogo de Nueva York descubrió por primera vez esta condición.
El síndrome de Bloom también ha aparecido en literatura antigua como síndrome de Bloom–Torre–Machacek.

## Cuadro clínico
La característica más prominente del síndrome de Bloom es el tamaño pequeño proporcional. El tamaño reducido es evidente en el útero. Al nacer, los neonatos presentan longitud rostral a caudal, circunferencia de cabeza y peso al nacer que suelen estar por debajo del tercer percentil.
La segunda característica más comúnmente observada es una erupción facial, la cual se desarrolla a una edad temprana debido a la exposición solar. Esta erupción se manifiesta de manera más prominente en las mejillas, la nariz y alrededor de los labios. Se describe como eritematosa, es decir, roja e inflamada y telangiectásico, caracterizada por la presencia de vasos sanguíneos dilatados en la superficie cutánea. Además, se ha documentado que la erupción afecta comúnmente el dorso de las manos y el cuello, aunque puede desarrollarse en cualquier área de la piel expuesta al sol. La severidad de la erupción varía entre las personas, estando presente en la mayoría de los casos, pero no en todos los pacientes con síndrome de Bloom y en promedio es menos severa en las mujeres que en los hombres. Además, la sensibilidad al sol puede resolverse en la adultez. Existen otros cambios dermatológicos, incluidos áreas hipo e hiperpigmentadas, manchas café con leche y telangiectasias, que pueden aparecer en la cara y en la superficie ocular. 
Existe una apariencia facial característica que incluye una cara larga y estrecha, con la nariz, las mejillas y las orejas prominentes y micrognatia o una mandíbula subdesarrollada. La voz que se produce es aguda y chirriante. 
Existen variedades características adicionales comúnmente asociadas con el síndrome de Bloom. Se ha observado una inmunodeficiencia moderada, caracterizada por deficiencias en ciertas clases de inmunoglobulinas y un defecto proliferativo generalizado de las células B y T. Se cree que esta inmunodeficiencia es la causa de las neumonías recurrentes y las infecciones del oído medio en personas con el síndrome. Los infantes pueden presentar problemas gastrointestinales frecuentes como reflujo, vómitos y diarrea, además de tener una notable falta de interés por la alimentación. También se han identificado alteraciones endocrinas, en particular, anormalidades en el metabolismo de los carbohidratos, resistencia a la insulina y susceptibilidad a la diabetes tipo 2, dislipidemia e hipotiroidismo compensado. Las personas con síndrome de Bloom muestran una escasez de grasa subcutánea. La fertilidad se encuentra reducida, caracterizada por azoospermia en los hombres y menopausia prematura en las mujeres. A pesar de estas limitaciones, varias mujeres con síndrome de Bloom han tenido hijos y existe un solo informe de un hombre con síndrome de Bloom que ha tenido descendencia.
Aunque algunas personas con síndrome de Bloom han presentado dificultades en la escuela con materias que requieren pensamiento abstracto no hay evidencia de que la discapacidad intelectual sea más común en este síndrome que en la población general. 
La complicación más grave y frecuente del síndrome de Bloom es el cáncer. En las 281 personas seguidas por el Registro de Síndrome de Bloom, 145 personas (51.6%) han sido diagnosticadas con una neoplasia maligna y ha habido 227 malignidades. Los tipos de cáncer y las partes del cuerpo en los que se desarrollan son similares a los cánceres que afectan a las personas de la población general. Sin embargo, la edad de diagnóstico para estos cánceres es más temprana que la del mismo cáncer en personas normales y muchas personas con síndrome de Bloom han sido diagnosticadas con múltiples cánceres. El promedio de vida es de aproximadamente 27 años. La causa más común de muerte en el síndrome de Bloom es el cáncer. Otras complicaciones del trastorno incluyen la enfermedad pulmonar obstructiva crónica y la diabetes tipo 2.
Existen diversas fuentes de excelente calidad que proporcionan información clínica más detallada sobre el síndrome de Bloom. 
Existe una entidad relacionada, ahora conocida como trastorno similar al síndrome de Bloom, el cual es causado por mutaciones en componentes del mismo complejo proteico al que pertenece el producto del gen BLM. Dentro de estos componentes se incluyen el TOP3A que codifica la topoisomerasa tipo I, el topoisomerasa 3 alfa, el RMI1 y el RMI2. Las características del síndrome de Bloom incluyen baja estatura y hallazgos dermatológicos, como manchas cafés con leche. Además, se ha informado la presencia de niveles elevados de intercambios entre cromátides hermanas, que anteriormente se consideraban patognomónicos, en personas con mutaciones en el TOP3A y el RMI1.
El síndrome de Bloom comparte algunas características con la anemia de Fanconi, posiblemente debido a la superposición funcional de las proteínas mutadas en este trastorno relacionado.

### Relación con el cáncer
Entre las complicaciones de la enfermedad se pueden incluir problemas pulmonares crónicos, diabetes y problemas de aprendizaje sin retraso mental. Sin embargo, la complicación más llamativa de la enfermedad es la susceptibilidad al cáncer. 
En efecto, la elevada tasa de mutación en el genoma de los afectados con este síndrome conduce a un alto riesgo de cáncer de estas personas. La predisposición al cáncer se caracteriza porque 1) es de amplio espectro, incluyendo leucemias, linfomas y carcinomas, 2) la edad temprana de inicio comparada con el mismo tipo de cáncer en la población general, y 3) la multiplicidad. Las personas con síndrome de Bloom pueden desarrollar cáncer a cualquier edad. La edad media de diagnósticos de cáncer en la cohorte es de aproximadamente 25 años de edad.

## Etiopatogenia
El síndrome de Bloom está asociado a mutaciones en el gen BLM, que codifica una proteína de la familia de las helicasas del ADN, imprescindibles enzimas implicadas en la tarea de desenrollar el ADN en procesos importantes tales como la replicación, la transcripción y la reparación de ADN. Las mutaciones pueden producir la inactividad de la proteína o la inhibición de su síntesis.
La proteína BLM es pues fundamental para mantener la estabilidad del ADN durante el proceso de replicación. Al existir un fallo en la síntesis de la proteína BLM se producen errores durante la replicación del ADN lo que puede dar lugar a un aumento de las mutaciones. Sin embargo, el mecanismo molecular por el cual la proteína BLM mantiene la estabilidad de los cromosomas sigue siendo un área en investigación.
Las personas con síndrome de Bloom tienen un enorme aumento en el intercambio entre los fragmentos de cromosomas homólogos o cromátidas hermanas, y, además, aumentos de roturas cromosómicas y reordenamientos en comparación con las personas que no lo padecen.
El síndrome de Bloom tiene un patrón de herencia autosómico recesivo, lo que significa que ambos padres deben ser portadores para que un niño esté afectado. La frecuencia portadora en individuos de ascendencia judía asquenazí es de aproximadamente 1 individuo por cada 100. Se recomienda asesoría genética y exámenes genéticos para las familias que pueden ser portadores del síndrome de Bloom. Para las familias en lo que se conoce la condición de portador, existe una prueba prenatal que utiliza métodos moleculares o citogenéticos.

## Genética
El síndrome de Bloom es un trastorno autosómico recesivo causado por mutaciones en las copias materna y paterna del gen BLM. Al igual que en otras condiciones autosómicas recesivas, los padres de un individuo con síndrome de Bloom no necesariamente presentan características del síndrome. Las mutaciones del BLM asociadas con el síndrome de Bloom incluyen mutaciones nulas y mutaciones de sentido erróneo que resultan en una pérdida de actividad catalítica. Las células de personas con síndrome de Bloom exhiben una inestabilidad genómica notable, caracterizada por una hiperrecombinación y una hipermutación. Las células humanas con mutaciones del BLM son sensibles a agentes que dañan el ADN, como la radiación ultravioleta (UV) y el metil metano sulfonato, lo que indica una capacidad deficiente de reparación del ADN. A nivel cromosómico, la tasa de intercambio entre cromátides hermanas en el síndrome de Bloom es aproximadamente 10 veces mayor que la normal y las figuras cuadrirradiales, que representan manifestaciones citológicas del sobrecruzamiento entre cromosomas homólogos, están altamente elevadas. Otras anomalías cromosómicas incluyen las roturas y brechas en las cromátides, las asociaciones teloméricas y los cromosomas fragmentados. La hiperrecombinación también puede detectarse mediante ensayos moleculares. El gen BLM codifica una proteína perteneciente a la familia de helicasas RecQ. Se ha medido la difusión de BLM en el nucleoplasma en 1.34 μm 2 /s y en los nucleolos en 0.13 μm2/s. Las helicasas de ADN son enzimas que se unen al ADN y desenrollan temporalmente la doble hélice de la molécula de ADN. Estas enzimas desempeñan funciones clave en la replicación y la reparación del ADN. Se ha postulado que el BLM participa en la replicación del ADN, ya que las células de personas con síndrome de Bloom presentan múltiples defectos en este proceso y son sensibles a agentes que obstruyen la replicación del ADN.
La helicasa BLM forma parte de un complejo proteico junto con la topoisomerasa III alfa, RMI1 y RMI2, conocido como complejo BTRR, complejo del síndrome de Bloom o disolvesoma. La alteración en la correcta ensambladura de este complejo conduce a inestabilidad genómica, dependencia genética de las nucleasas celulares GEN1 y MUS81 y pérdida del crecimiento celular normal. Fenotipos similares al síndrome de Bloom se han asociado con mutaciones en los genes de la topoisomerasa III alfa, RMI1 y RMI2.

## Fisiopatología
Cuando una célula se prepara para dividirse y forma dos células hijas, los cromosomas seduplican para que cada nueva célula reciba un conjunto completo de cromosomas. Este proceso de duplicación se denomina replicación del ADN. Los errores cometidos durante la replicación del ADN pueden dar lugar a mutaciones. La proteína BLM desempeña un papel crucial en el mantenimiento de la estabilidad del ADN durante la replicación. La ausencia de la proteína BLM o la falta de su actividad funcional conduce a un aumento en la tasa demutaciones. Sin embargo, los mecanismos moleculares mediante los cuales el BLM mantiene la estabilidad cromosómica siguen siendo un área activa de investigación.
Las personas con síndrome de Bloom presentan un aumento significativo de los eventos de intercambio entre cromosomas homólogos o entre cromátides hermanas (las dos moléculas de ADN producidas durante la replicación). Además, se ha observado un incremento en la frecuencia de roturas y reordenamientos cromosómicos en comparación con individuos que no presentan el síndrome. Se están investigando las conexiones directas entre los procesos moleculares en los que participa el BLM y la estructura de los cromosomas. Asimismo, la relación entre los defectos moleculares en las células con síndrome de Bloom, las mutaciones cromosómicas que se acumulan en las células somáticas (las células del cuerpo) y las múltiples manifestaciones clínicas del síndrome de Bloom son áreas de intensa investigación.

## Diagnóstico
El síndrome de Bloom se diagnostica mediante tres pruebas principales, los cuales son la presencia de figuras cuadrirradiales (Qr, un intercambio de cromátides que forma una estructura de cuatro brazos) en linfocitos sanguíneos cultivados, los niveles elevados de intercambio entre cromátides hermanas en células de cualquier tipo y la identificación de mutaciones en el gen BLM. El 19 de febrero de 2015, la Administración de Alimentos y Medicamentos de los Estados Unidos (FDA por sus siglas en inglés) autorizó la comercialización de una prueba genética directa al consumidor desarrollada por 23andMe, diseñada para identificar a individuos sanos que son portadores de una variante genética que podría causar el síndrome de Bloom en su descendencia.

## Tratamiento
El síndrome de Bloom no tiene tratamiento específico. Sin embargo, evitar la exposición al sol y utilizar protectores solares pueden ayudar a prevenir algunos de los cambios cutáneos asociados con la fotosensibilidad. También son aconsejables los esfuerzos para minimizar la exposición a otros mutágenos ambientales.

## Epidemiología
El síndrome de Bloom es un trastorno extremadamente raro en la mayoría de las poblaciones, y su frecuencia no se ha medido en la mayoría de ellas. Sin embargo, es relativamente más común entre personas de ascendencia judía asquenazí de Europa central y oriental. Se estima que aproximadamente 1 de cada 48,000 judíos asquenazíes está afectado por el síndrome de Bloom, representando alrededor de un tercio de los casos a nivel mundial.
Registro del síndrome de Bloom
Establecido en 1954, el Registro del Síndrome de Bloom ha documentado hasta 283 personas con este trastorno raro (hasta el 2020). Este registro se desarrolló como un mecanismo de vigilancia para observar los efectos del cáncer en los pacientes, revelando que 122 personas han sido diagnosticadas con cáncer. Además, actúa como un informe que muestra hallazgos y datos actuales sobre todos los aspectos del trastorno.